# ハイネスコーポレーション
ハイネスコーポレーション株式会社は大阪市中央区伏見町に本社を置く、高齢者向け分譲マンション事業に取り組むデベロッパーである。

## 概要
2008年より高齢者向け分譲マンションの販売を開始。11棟、約1,700戸の供給実績がある。マンションのブランド名は「中楽坊」（ちゅうらくぼう）。レストラン運営やサークル活動支援、生活サポートなどの入居者サービスも自社で手掛ける。高齢者向け分譲マンションは、高齢者全体の８割超を占める、自立生活が可能な健常高齢者が 変わらぬ暮らしを長く続けられるようにすることを目的とした住まいである。

## 沿革
- 1993年　設立
- 2000年　マンション契約戸数 5,000戸
- 2005年　高齢社会の進展を見据え、高齢者の暮らしや住宅に関する研究を開始
- 2008年　高齢者向け分譲マンション事業第１号「マスターズステージ泉ヶ丘」の販売を開始
- 2016年　高齢者向け分譲マンションの内部で運営する、レストラン事業を開始
- 2019年　「高齢者の健康維持のメカニズム」について、大阪大学と共同研究を開始

## 事業所
- 本社（大阪市中央区）
- 東京支店（東京都中央区）

## 表彰歴
- 井戸敏三 兵庫県知事より「のじぎく賞」（人命救助）：2019年12月
- 兵庫県三田市消防署長より「感謝状」（人命救護）：2020年2月